# 72 jmen na budově Národního muzea

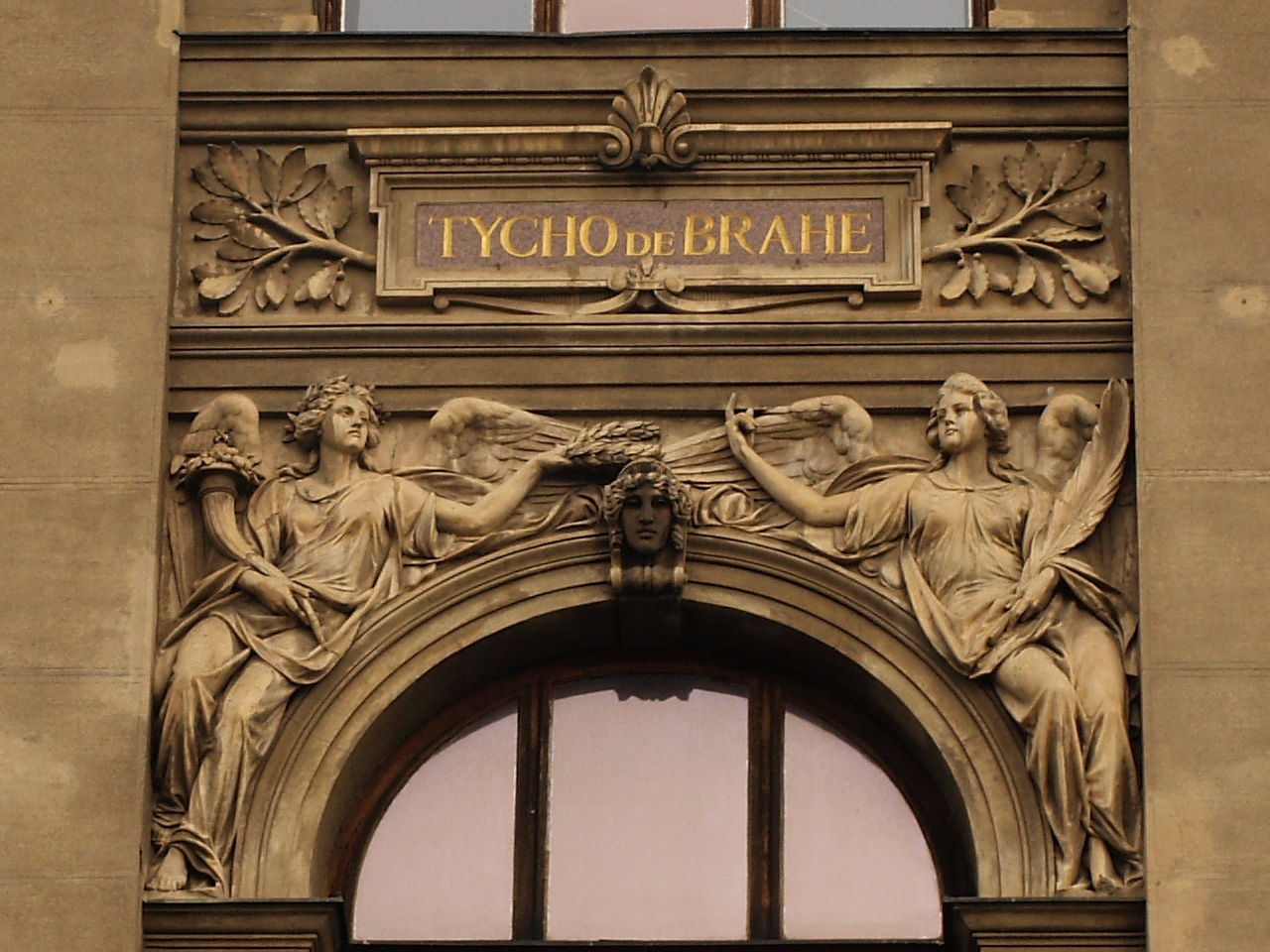
Jméno dánského astronoma Tychona Braheho, včetně tehdy mylně uváděného de

72 jmen na budově Národního muzea připomíná vědce, panovníky, umělce a další historické osobnosti působící v českých zemích. Nejvíce jsou zastoupeny osobnosti narozené v 18. (24) a 16. století (17). Počet jmen je stejný jako počet jmen francouzských osobností, uvedených na Eifelově věži, která byla postavena v téže době jako Národní muzeum.
O tématu byl v letech 2008–2010 vysílán seriál České televize Dvaasedmdesát jmen české historie.

## Spor o desku Jana Husa
Bouřlivý odpor katolických kruhů vyvolal v roce 1889 požadavek umístit na budovu i desku se jménem Jana Husa, která v původním seznamu nebyla. Spor vznikl 25. listopadu 1889 v českém sněmu, když poslanec Josef Šíl při projednávání rozpočtových otázek Muzea vyslovil podiv, že na budově nemá být toto jméno uvedeno. Přímo na jednání sněmu vystoupil temperamentně proti této myšlence kníže Schwarzenberg, který prohlásil, že „mezi husity bylo na počátku onoho hnutí mnoho charakterů ctihodných, avšak husité bohužel zvrhli se brzy v tlupu lupičů a žhářů.“ S návrhem nesouhlasil např. historik Václav Vladivoj Tomek a představitelé katolické církve. Umístění Husova jména na budovu muzea bylo naopak podporováno českými obcemi a nekatolickým tiskem, i když ne vždy jednomyslně. Spor byl pak podnětem k vybudování Husova pomníku na Staroměstském náměstí.

## Osobnosti
1. Kosmas (asi 1145–1125), kronikář
2. Vincentius (okolo 1130–1167), kronikář
3. Petr Žitavský (mezi 1260 a 1275–1339), kronikář
4. Václav II. (1271–1305), český král
5. Petr I. z Rožmberka († 1347), státník, šlechtic
6. Karel IV. (1316–1378), český král a římský císař
7. Beneš Krabice z Weitmile († 1375), stavitel, kronikář
8. Ondřej z Dubé (asi 1320–1412/1413), státník, právník
9. Tomáš Štítný ze Štítného (kolem 1333–1401/1409), reformátor
10. Křišťan z Prachatic (před 1370–1439), astronom, lékař, matematik, teolog
11. Jan Hus (okolo 1370–1415), univerzitní mistr, reformátor, kazatel
12. Ctibor Tovačovský z Cimburka (asi 1438–1494), právník, politik
13. Viktorin Kornel ze Všehrd (1460–1520), spisovatel, právník, univerzitní mistr
14. Řehoř Hrubý z Jelení (asi 1460–1514), překladatel a spisovatel
15. Bohuslav Hasištejnský z Lobkovic (asi 1461–1510), spisovatel, básník
16. Georgius (Jiří) Agricola (1494–1555), lékař, důlní odborník, přírodovědec
17. Sixt z Ottersdorfu (kolem 1500–1583), politik, spisovatel
18. Pietro Andrea Matthioli (1501–1577), lékař, autor herbáře
19. Jan Blahoslav (1523–1571), bratrský teolog, spisovatel, muzikolog
20. Tadeáš Hájek z Hájku (1525–1600), polyhistor
21. Pavel Kristián z Koldína (1530–1589), právník
22. Martin Bacháček z Nauměřic (1539–1612), astronom, matematik, pedagog
23. Daniel Adam z Veleslavína (1546–1599), vydavatel, překladatel
24. Tycho Brahe[pozn. 1] (1546–1601), astronom, astrolog, alchymista
25. Rudolf II. (1552–1612), římský císař, český král, mecenáš umění a věd
26. Adam Zalužanský ze Zalužan (asi 1555–1613), lékař, pedagog
27. Karel starší ze Žerotína (1564–1636), stavovský protestantský politik, vzdělanec
28. Jan Jessenius (1566–1621), lékař, filozof, jeden z 27 českých pánů
29. Johannes Kepler (1571–1630), matematik, astronom, astrolog
30. Vilém Slavata z Chlumu a Košumberka (1572–1652), státník, spisovatel
31. Pavel Skála ze Zhoře (asi 1583 – po 1640), právník, historik, exulant
32. Pavel Stránský ze Záp (asi 1583–1657), právník, historik, básník, exulant
33. Jan Amos Komenský (1592–1670), pedagog, filozof, vědec, spisovatel
34. Jan Marek Marci z Kronlandu (1595–1667), vědec, medik, filozof, fyzik
35. Bohuslav Balbín (1621–1688), jezuitský pedagog, historik
36. Jakub Jan Václav Dobřenský z Černého Mostu (1623–1697), lékař, patolog, pedagog, vydavatel kalendářů
37. Tomáš Jan Pešina z Čechorodu (1629–1680), historik, básník
38. Jan František Beckovský (1658–1725), katolický kněz, historik
39. Prokop Diviš (1698–1765), vynálezce hromosvodu
40. Josef Stepling (1716–1778), matematik, geolog, paleontolog, astronom, meteorolog
41. Gelasius Dobner (1719–1790), historik
42. Jan Tesánek (1728–1788), matematik, fyzik, astronom
43. Mikuláš Adaukt Voight (1733–1787), historik, numismatik, encyklopedista
44. František Martin Pelcl (1734–1801), historik, buditel
45. Stanislav Vydra (1741–1804), matematik, pedagog
46. Ignác Born (1742–1791), přírodovědec, sběratel minerálů a zkamenělin, teoretik hornictví, chemik, satirik
47. Josef Dobrovský (1753–1829), historik, jazykovědec, slavista, bohemista a orientalista, osvícenec
48. František Josef Gerstner (1756–1832), matematik, astronom, technik
49. Alois Martin David (1757–1836), astronom, kartograf, tepelský premonstrát
50. Tadeáš Haenke (1761–1816), botanik, lékař, etnograf
51. Kašpar Maria hrabě Šternberk (1761–1838), botanik, geolog, zakladatel paleobotaniky
52. František Josef hrabě Šternberk (1763–1830), sběratel, mecenáš, numismatik, politik, vlastenec
53. Josef Jungmann (1773–1847), jazykovědec, historik, vlastenec, buditel
54. Bernard Bolzano (1781–1848), filozof, matematik, teolog
55. Jan Evangelista Purkyně (1787–1869), fyziolog, lékař, zastánce slovanské vzájemnosti
56. Jan Svatopluk Presl (1791–1849), vlastenec, buditel, zakladatel české přírodovědecké literatury
57. Václav Hanka (1791–1861), historik, „objevitel“ Královédvorského a Zelenohorského rukopisu
58. František Xaver Maxmilián Zippe (1791–1863), mineralog
59. Pavel Josef Šafařík (1795–1861), slavista
60. František Palacký (1798–1876), historik
61. František Ladislav Čelakovský (1799–1852), sběratel slovanských básní, básník
62. František Adam Petřina (1799–1855), fyzik
63. Joachim Barrande (1799–1883), geolog, paleontolog, stavební inženýr
64. Christian Johann Doppler (1803–1853), matematik, fyzik, astronom
65. Jan Erazim Vocel (1802–1871), básník, povídkář, archeolog
66. Josef Wenzig (1807–1876), spisovatel, pedagog, zastánce dobrých česko-německých vztahů
67. August Karl Joseph Corda (1809–1849), kustod Vlasteneckého muzea v Praze, paleontolog, mykolog
68. Karel Jaromír Erben (1811–1870), básník, pohádkář, etnograf, historik
69. August Emanuel Reuss (1811–1873), mineralog
70. Friedrich Stein (1818–1885), zoolog
71. Jan Krejčí (1825–1887), geolog, pedagog
72. Jindřich Jaroslav hrabě Clam-Martinic (1825–1887), politik